# Acontia rufescens
Acontia rufescens là một loài bướm đêm trong họ Noctuidae.